# Viveca Lindfors (patinadora)
Viveca Lindfors (Helsinki, 30 de enero de 1999) es una deportista finlandesa que compite en patinaje artístico, en la modalidad individual. Ganó una medalla de bronce en el Campeonato Europeo de Patinaje Artístico sobre Hielo de 2019.

## Palmarés internacional
| Campeonato Europeo | Campeonato Europeo  | Campeonato Europeo | Campeonato Europeo |
| Año                | Lugar               | Medalla            | Categoría          |
| ------------------ | ------------------- | ------------------ | ------------------ |
| 2019               | Minsk (Bielorrusia) | Medalla de bronce  | Individual         |